# Samuel Saenger
Samuel Saenger (* 17. Februar 1864 in Saagar bei Riga, Russisches Kaiserreich (heute Litauen); † 6. Mai 1944 in Los Angeles, USA) war ein deutscher Journalist und Diplomat.

## Leben
Nach dem Abitur in Berlin studierte Samuel Saenger von 1884 bis 1888 Philosophie und Geschichte an der Ruprecht-Karls-Universität Heidelberg und der Albert-Ludwigs-Universität Freiburg. Am 31. Juli 1897 heiratete er im Brüsseler Vorort Uccle die Geigerin Irmgard Sèthe (1876–1958). Die gemeinsame Tochter Elisabeth heiratete 1917 den Maler Eugene Spiro.
Samuel Saenger arbeitete 1888 als Gymnasiallehrer in Berlin. Von 1898 bis 1900 erschienen seine „Glossen zur Zeitgeschichte“ regelmäßig in der Berliner Zeitschrift Die Nation von Theodor Barth. Von 1900 bis 1907 schrieb Saenger für die Zeitschrift Die Zukunft von Maximilian Harden.

Samuel Saenger war von 1908 bis 1919 politischer Redakteur der Zeitschrift Die neue Rundschau des Fischer-Verlags. Er verfasste unter anderem die monatliche „politische Chronik“, teilweise unter dem Pseudonym ‚Junius‘. Saenger schied im Februar 1919 aus Verlag und Zeitschrift aus und ging als Gesandter der Weimarer Republik nach Prag; seine letzte ‚Junius‘-Chronik erschien im Märzheft 1919. In Prag war er von April 1919 bis Oktober 1921 Geschäftsträger der Deutschen Botschaft. Peter de Mendelssohn schreibt in seiner Studie zum Fischer-Verlag zu Saengers Berufung:

„Die junge Republik bemühte sich, für ihre diplomatische Vertretung im Ausland neue, nicht in der Routine verkalkte und von der wilhelminischen Diplomatie belastete Kräfte zu gewinnen, und hatte Saenger den delikaten Posten des deutschen Gesandten in der neu erstandenen und Deutschland vorerst nicht durchaus freundlich gesinnten Tschechoslowakischen Republik anvertraut – eine Aufgabe, der sich der verantwortungsbewußte Mann nicht entziehen konnte.“

Laut dem Historiker Manfred Alexander wurde er ausgesucht, weil er über persönliche Beziehungen zu Staatspräsident Tomáš Garrigue Masaryk verfügte und außerdem wegen seines jüdischen Glaubens.
Im Januar 1922 kehrte Saenger zum Fischer-Verlag zurück, blieb aber Vortragender Legationsrat im Auswärtigen Amt in Berlin, wo er auch an der Ausbildung von Diplomaten mitwirkte. In den 1920er Jahren veröffentlichte er fast täglich einen mit „S. Saenger“ gezeichneten Artikel auf Seite 1 oder 2 des Prager Tagblatts.
1924 ließ das Ehepaar Saenger-Sethe den Sethehof auf der Insel Hiddensee als Sommerhaus für sich erbauen. Hintergrund war vermutlich, dass die Geigerin Irma Saenger eng mit Gerhart Hauptmanns Frau Margarete Hauptmann befreundet war, die gleichfalls Geigerin war. Die Familie Hauptmann hielt sich häufig auf der Insel auf und erwarb dort später ebenfalls ein Sommerhaus – das heutige Gerhart-Hauptmann-Museum.
1929 führte er für den Fischer-Verlag erfolgreich Verhandlungen mit Leo Trotzki über die Veröffentlichung von dessen Schriften in Deutschland. 1939 emigrierte er nach Paris, wo er an der Zeitschrift Das Neue Tage-Buch mitwirkte. Im März 1941 emigrierte er in die Vereinigten Staaten, zunächst nach New York, sodann nach Los Angeles. Dort starb Saenger am 6. Mai 1944.

## Schriften
- Literatur von und über Samuel Saenger im Katalog der Deutschen Nationalbibliothek